# The Old Farmer's Almanac
The Old Farmer's Almanac (L'Almanach du vieux fermier) est un périodique annuel de référence nord-américain qui contient des prévisions météorologiques, des tables des marées, des calendriers de plantations, des données astronomiques, des recettes de cuisine et des articles sur des sujets variés, tels que le sport, l'astronomie et l'agriculture. 
L'ouvrage comporte également des anecdotes et une section sur les tendances de la mode, de la cuisine, de la décoration intérieure, de la technologie et de la vie en général pour l'année à venir.
Diffusé le second mardi de septembre de chaque année pour l'année suivante, The Old Farmer's Almanac a été publié de façon continue depuis 1792, ce qui en fait le périodique le plus ancien d'Amérique du Nord. Il est essentiellement vendu par abonnement ; sa diffusion dépasse les quatre millions d'exemplaires.
Depuis sa création, l'almanach comportait un trou, percé dans toute son épaisseur, permettant de le suspendre à un crochet ou une ficelle, en particulier dans l'édicule au fond du jardin… Par économie, le poinçonnage coûtant environ 40 000 $, il fut décidé, dans les années 1990, de le supprimer, mais à la demande des abonnés, il dut être rétabli.
On lui doit, en 1977, une nouvelle diffusion de l'algorithme de Butcher pour le calcul de la date de Pâques. 
The Old Farmer's Almanac demeure une publication très populaire tant pour ses prévisions météorologiques que pour ses recettes de cuisine. Depuis les années 1980, il paraît en quatre éditions : deux éditions pour le climat et les marées de la côte Est des États-Unis, une édition pour la côte Ouest et une édition canadienne.